# Еверест (филм, 2015)
„Еверест“ (на английски: Everest) е британски филм от 2015 г. на режисьора Балтазар Кормакур. Филмът е вдъхновен от събитията от 10 – 11 май 1996 г.
Показан е по време на кинофестивала CineEurope в Барселона на 23 юни 2015 г. Открива филмовия фестивал във Венеция на 2 септември 2015 г. Официалната премиера на филма е на 18 септември 2015 г.

## Сюжет
Филмът е създаден по истински случай – вдъхновен е от трагедията на Еверест през 1996 г., при която загиват 8 души. Всички фатални случаи се случват по време на слизането от върха. Причините за трагедията са комбинация от разразила се силна буря, изоставане от времевия график, липса на кислородни бутилки и здравословни проблеми на алпинистите.

## Актьорски състав
- Джейсън Кларк – Роб Хол[5]
- Джейк Джилънхол – Скот Фишър[5]
- Джош Бролин – Бек Уедърс[5]
- Джон Хоукс – Дъг Хансън[5]
- Сам Уортингтън – Гай Котър[6]
- Робин Райт – Пийч[6]
- Майкъл Кели – Джон Кракауер[7]
- Кийра Найтли – Джан Арнолд[8]
- Емили Уотсън – Хелън Уилтън[7]
- Томас Райт – Майкъл Грум[7]
- Мартин Хендерсън – Анди Харис[7]

## В България
На 18 септември 2015 г. филмът е пуснат по кината от „Форум Филм България“. На 25 януари 2016 г. филмът е издаден на DVD от „А Плюс Филмс“. На 22 октомври 2018 г. филмът е излъчен премиерно по „Би Ти Ви Синема“ с български дублаж, записан в студио „Медиа Линк“.